# Родригес, Сантьяго
Сантья́го Родри́гес (16.02.1952 г., Карденас, Куба) — американский пианист кубинского происхождения.

## Биография
Занимался на фортепиано с детства. После революции на Кубе и прихода к власти Фиделя Кастро был посажен родителями вместе с братом на пароход, плывущий в США, где оказался в католическом детском доме Нового Орлеана. В детдоме дети прожили 6 лет (до тех пор, когда их родителям также удалось эмигрировать в США); музыкальная одарённость Сантьяго Родригеса была замечена, что позволило ему избежать жестокого отношения к себе, его продолжили учить музыке. Несмотря на бедность семьи, Родригес смог продолжить занятия музыкой и после переезда родителей.
В 10 лет он дал свой первый концерт, исполнив 27-й концерт Моцарта с Симфоническим оркестром Нового Орлеана. Получив степень бакалавра музыки в Университете Техаса, Родригес продолжил обучение в Джульярде, где он стал одним из любимых учеников знаменитой Адель Маркус, которая впоследствии стала крестной матерью его дочери Вероники.
В 1978 году на конкурсе Чайковского в Москве знакомится с будущей своей женой Натальей.
В 1981 году был  удостоен серебряной медали на Конкурсе пианистов имени Вана Клиберна. Так началась его карьера концертирующего  пианиста. Он выступал в Нью-Йорке, Берлине, Дрездене, Лейпциге, Лондоне, Монреале, во  всех больших городах США, в Японии с Лондонским симфоническим оркестром, Штатс Капеллами Дрездена и Веймара, Берлинским симфоническим и различными оркестрами США. Был показан во многих телевизионных сетях (NBC, CNN, BBC, CBC и других).
В 1985 году вместе с женой Натальей создаёт звукозаписывающую компанию Élan Recordings, по контракту с которой выпускает серию записей всех произведений Рахманинова для фортепиано. Он  записал также произведения испанских композиторов, Баха, Брамса, Джинастеры, Листа, Чайковского, Грига. Диски компании были удостоены наград и вошли в почетные списки международных критиков США, Англии, Испании, Франции, Германии и Японии. Многие ведущие международные критики разных стран и ведущих журналов и газет считают, что его запись третьего концерта Рахманинова входит в число пяти лучших записей этого концерта в мире, наравне с Клиберном, Горовицем и Ашкенази. Его называют “рожденным для Рахманинова”.
Сантьяго Родригес признается критиками одним из лучших интерпретаторов музыки Рахманинова и произведений испанских и латиноамериканских композиторов, в частности, Хинастеры. Его диск фортепианных произведений, изданный в 80-х годах прошлого века считается чуть ли не образцом исполнения произведений Хинастеры, и все последующие записи другими пианистами сравнивались с этим диском.
Родригес также преподает: много лет был профессором в Мэрилендском университете, затем - зав.кафедрой клавишных инструментов в университете Майами.
Сантьяго Родригеса приглашают на многие конкурсы быть членом жюри. Кроме того, он дает мастер-классы во многих странах мира.

## Награды[1]
- серебряная медаль на конкурсе Вана Клиберна 1981 года и специальная премия за лучшее исполнение обязательной пьесы Бернстайна, написанной для Конкурса
- 1-я премия на конкурсе Вильяма Капелла в штате Мерилэнд
- почетная стипендия Эвери Фишера (Аvery Fisher Career Grant)
- сольный концерт в Нью-Йорке в престижном зале 92nd Street Y
- премия Шуры Черкасского и много других...